# Дріду
Дріду (рум. Dridu) — село у повіті Яломіца в Румунії. Входить до складу комуни Дріду.
Село розташоване на відстані 40 км на північний схід від Бухареста, 73 км на захід від Слобозії, 148 км на південний захід від Галаца, 125 км на південний схід від Брашова.

## Населення
За даними перепису населення 2002 року у селі проживали 3293 особи, усі — румуни. Усі жителі села рідною мовою назвали румунську.